# ルイス・バルベルデ
ルイス・レオナルド・バルベルデ・レデスマ（Luis Leonardo Valverde Ledesma 、2000年4月7日 - ）は、ペルー・アスコペ出身のプロサッカー選手。プリメーラ・ディビシオン・ウニベルシタリオ所属。ポジションは、ディフェンダー。

## 経歴
2018年2月の17歳の時にウニベルシタリオ・デポルテスとプロ契約を結んだ。